# Gare de La Bourboule
La gare de La Bourboule est une gare ferroviaire française fermée de la ligne de Laqueuille au Mont-Dore, située sur le territoire de la commune de La Bourboule dans le département du Puy-de-Dôme en région Auvergne-Rhône-Alpes.
C'est une gare de la Société nationale des chemins de fer français (SNCF). Elle était desservie par des trains TER Auvergne jusqu'en novembre 2015.

## Situation ferroviaire

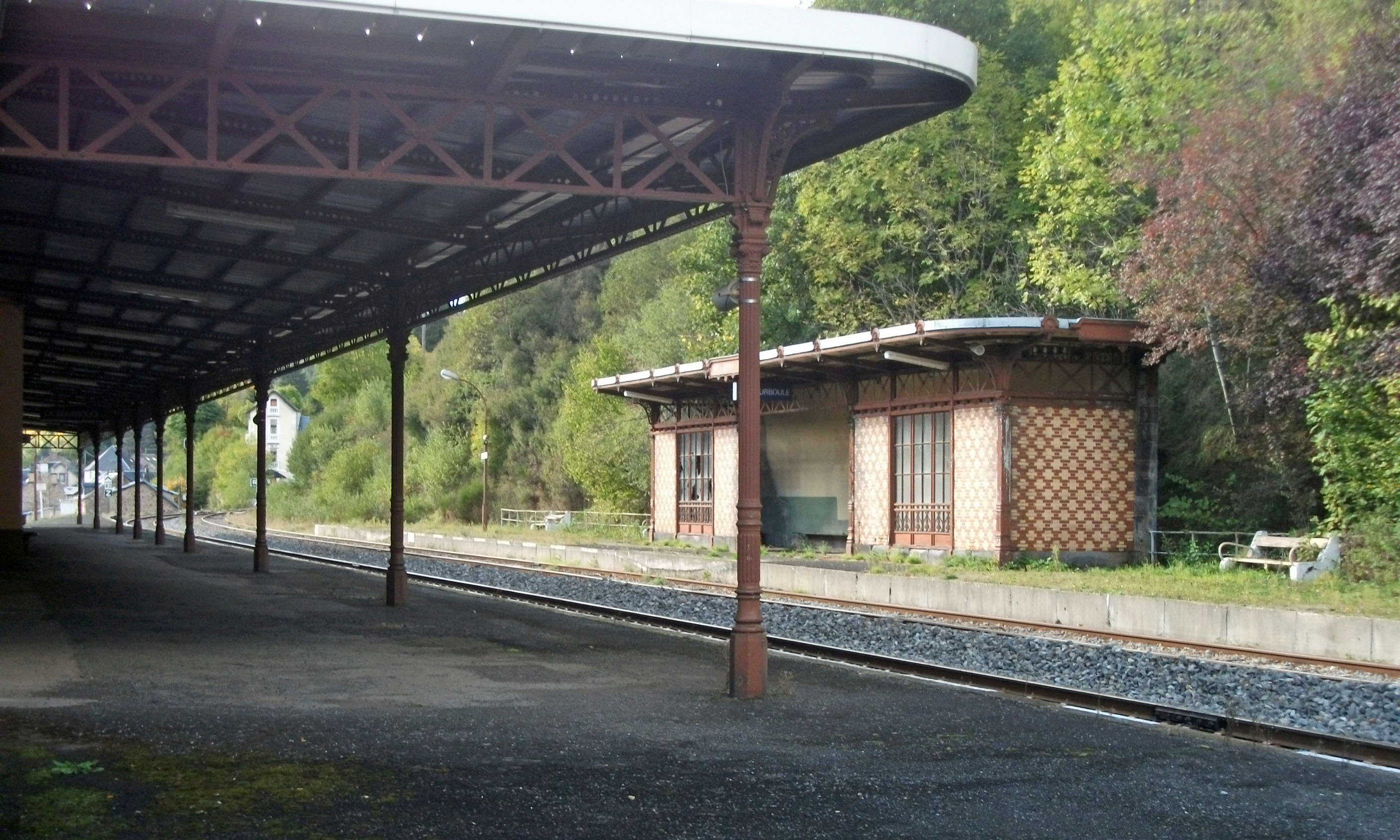
Voies et abri de quai, en direction de Laqueuille, en octobre 2012.

Établie à 868 mètres d'altitude, la gare de La Bourboule est située au point kilométrique (PK) 451,478 de la ligne de Laqueuille au Mont-Dore, entre les gares ouvertes de Laqueuille et du Mont-Dore. Elle est séparée de Laqueuille par la gare aujourd'hui fermée de Saint-Sauves.

## Service des voyageurs

### Accueil
Arrêt routier, ancienne gare SNCF, elle disposait d'un bâtiment voyageurs, avec guichet ouvert du mardi au samedi et fermé les lundis, dimanches et jours fériés. Elle est définitivement fermée depuis le 1er septembre 2017.

### Desserte

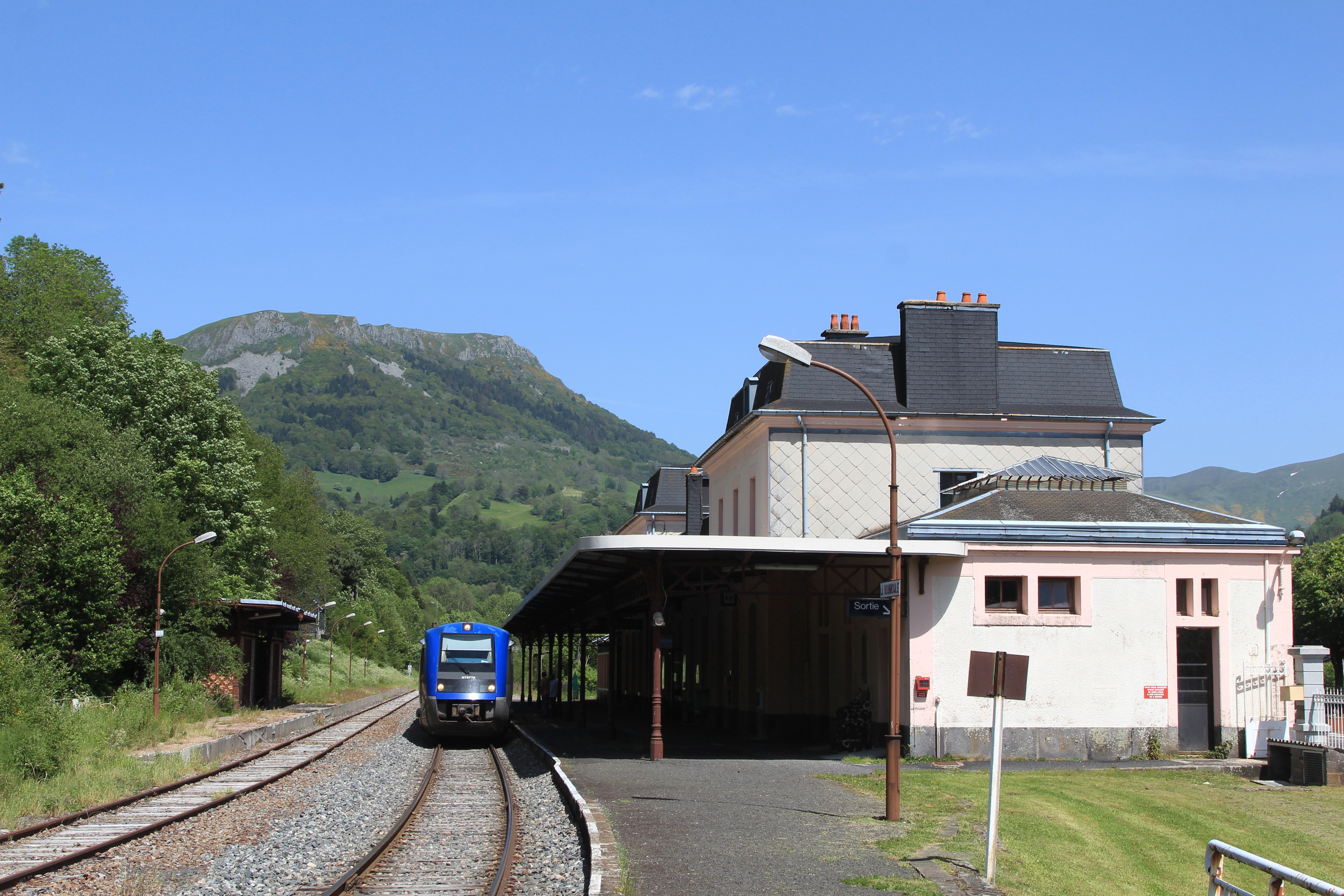
Un autorail TER de type X 73500, en juin 2014.

La Bourboule était desservie par des trains TER Auvergne qui effectuaient, jusqu'en novembre 2015, des relations entre les gares de Clermont-Ferrand et du Mont-Dore. En raison des problèmes de shuntage du matériel (X 73500) assurant cet aller-retour, la desserte ferroviaire est remplacée par un autocar TER.

### Intermodalité
Elle est située à 500 mètres du centre-ville. Un parking pour les véhicules et un parc pour les vélos y sont aménagés. La ligne P46 des Cars Région dessert la gare.